# Mind uploading
Mind uploading (auch „mind copying“ oder „mind transfer“ genannt) beschreibt einen hypothetischen Prozess, mentale Inhalte auf ein externes Medium zu übertragen. Die verwendeten Medien simulieren Funktionen des Gehirns, wodurch sie ein „virtuelles Bewusstsein“ erlangen sollen.

## Methoden

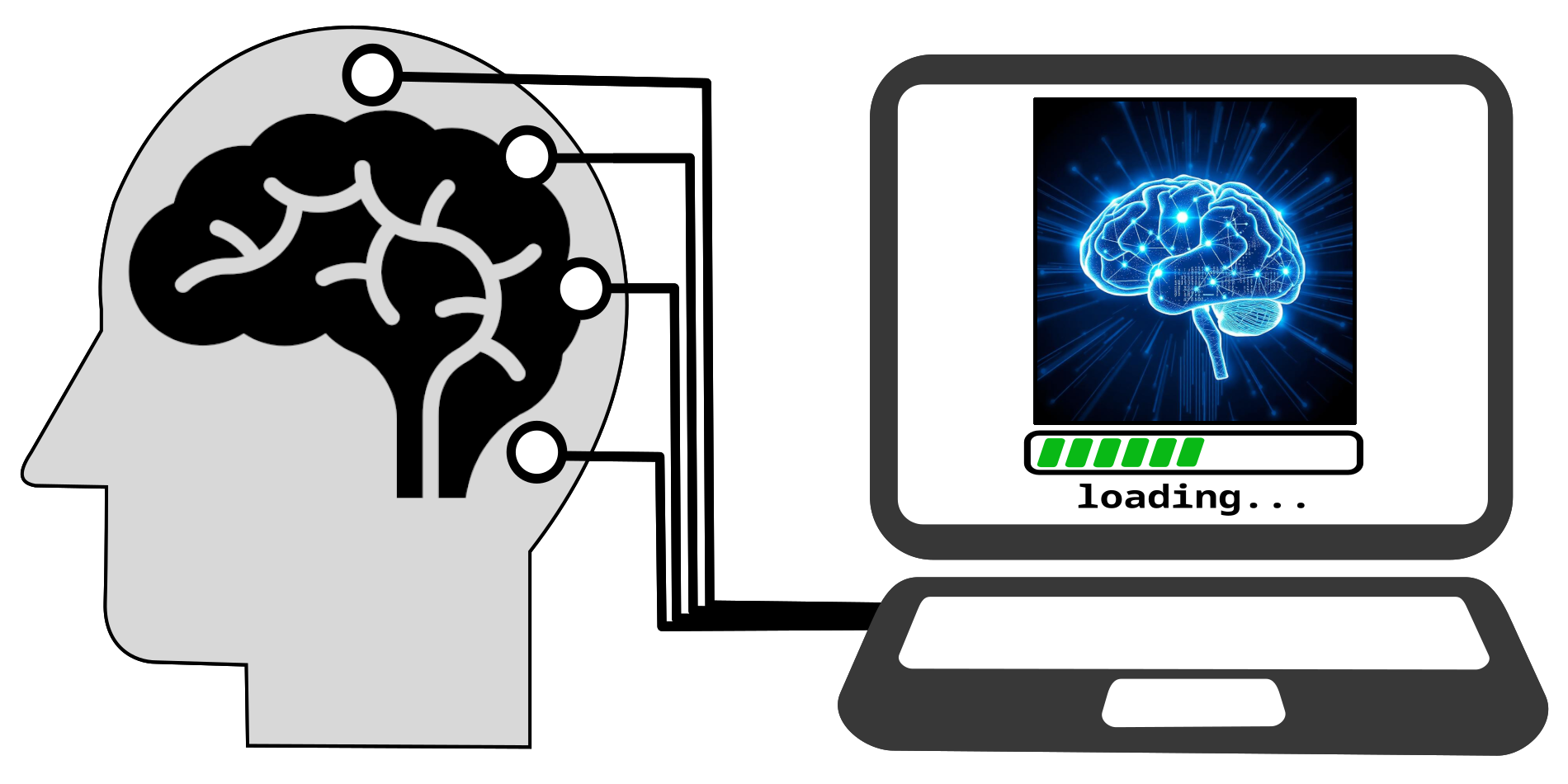
Schematische Darstellung eines menschliches Gehirns, das auf einen Computer hochgeladen wird

Das menschliche Gehirn besteht aus etwa 100 Milliarden Nervenzellen, die durch Synapsen miteinander kommunizieren können. Dem etablierten neurowissenschaftlichen Konsens zufolge ist Bewusstsein eine emergente Eigenschaft des Gehirns im Verlauf von Informationsprozessen. Wichtige Funktionen des Verstandes wie Lernen, Erinnern und Nachdenken basieren auf rein physikalischen und elektrischen Prozessen im Gehirn, die durch gültige Gesetze geregelt sind. Das Konzept des Bewusstseinstransfers basiert auf einer mechanistischen Sichtweise des Verstandes, wodurch der Prozess des „mind uploadings“ in drei verschiedene Methoden unterteilt werden kann:
1. Die Erste stellt das Ersetzen oder Überbrücken von Teilen des Gehirns dar. Die Idee dahinter ist, dass das menschliche Hirn durch Neuroprothesen vertreten wird. Diese Methode ist bereits intensiv erforscht und wird vereinzelt angewendet. Dabei werden die Eingangs- und Ausgangskanäle des Nervensystems ersetzt, um eine normale Funktion der Sinnesorgane bzw. Extremitäten zu ermöglichen.
2. Bei der zweiten Methode handelt es sich um ein Verfahren, das mittels eines Scans eine Rekonstruktion vornimmt. Die Vorgehensweise ist theoretisch, dass eine Kopie oder ein perfektes Modell des Hirns angefertigt und in ein anderes Medium übertragen wird („whole brain simulation“).[4]
3. Die dritte Methode beschäftigt sich mit der Wiedergabe von Verhaltensmustern. Dabei werden Informationen zu persönlichen Verhaltensweisen gesammelt. Auf dieser Grundlage wird versucht, Personen in einem anderen Medium „zu erschaffen“.

Beispielsweise könnten Neuronen im Gehirn etwa mittels Nanobiotechnologie womöglich schrittweise „ersetzt“ werden, etwa unter Verwendung von Wetware-Computer-Technologie. Alexey Turchin schlägt zudem vor, dass Nanoroboter auch dazu genutzt werden könnten, um Gehirnstrukturen zu lesen.

## Theoretische Auswirkungen

### Unsterblichkeit
Durch die Möglichkeit des Auslagerns von Hirnfunktionen wäre das Bewusstsein und der Geist eines Menschen nicht mehr an den Körper und dessen Restriktionen gebunden. Alle Informationen könnten auf unterschiedlichen digitalen Medien gespeichert werden. Zugleich würde das Risiko des Informationsverlusts eliminiert. Die Idee der Nutzung von „mind uploading“, um Menschen unsterblich zu machen, ist auf den Biogerontologen George M. Martin (1971) zurückzuführen. Jedoch ist eine tatsächliche Unsterblichkeit für immer des Menschen, wegen der sich erhöhenden Entropie des Universums derzeit auch mit Mind-Uploading nicht plausibel.

### Wirtschaft und Bevölkerung
Mit ausreichender Rechenleistung könnten Gehirne auch dupliziert werden. Dadurch könnte es zu einem exponentiellen Bevölkerungswachstum kommen, sollten die duplizierten Hirne als eigenständige Individuen betrachtet werden. Bedingt durch dieses Wachstum könnte auch die Wirtschaft wachsen, wobei die Konsequenzen (Superorganismus etc.) derzeit nicht abgeschätzt werden können.

### Intelligenz
Schnellere und computerbasierte Gehirne wären nach einem „Mind uploading“ nicht automatisch besser oder intelligenter. Aufgrund der Anforderungen an den Kopiervorgang würde die Intelligenz des originalen Hirns möglichst genau übertragen. Auf diese Weise könnte es zu „weak superintelligences“ kommen, indem die Leistung des simulierten Gehirns theoretisch größer wäre als die kopierte Information. Mit Hilfe von Programmen, die eine Komprimierung der Daten und eine Verbesserung der Leistung ermöglichen, könnten aus den schwächeren Hirnen „strong superintelligence“-Hirne gemacht werden, was zu einem Anstieg der durchschnittlichen Intelligenz führen würde.

### Kommunikation
Interaktionen und Kommunikationen mit Menschen sind derzeit durch die Möglichkeiten von Sprache, Mimik und Gestik begrenzt. Die Auslagerung des Gehirnes könnte es ermöglichen, kognitive Prozesse genauer zu verstehen, wodurch ein vielfältigerer Austausch an Ideen und Emotionen möglich werden könnte als bisher. Das normale Sprechen würde durch diese neuartige Möglichkeit des Informationsaustausches möglicherweise an Bedeutung verlieren.

## Forschung
Seit den 1990er Jahren wurden verschiedene Projekte im Bereich des mind uploading durchgeführt, mit dem Ziel, ein Hirn oder einen Teil des Hirns genau zu simulieren:
- 1993: Open Wurm Project
- 2002: BrainGate Project
- 2005: Blue Brain Project
- 2010: Fruit Fly Project
- Brain Activity Map Project
- Human Brain Project

## Science Fiction

### Filme
- The Creation of the Humanoids (1962)
- Welt am Draht (1973)
- Der Rasenmähermann (1992)
- The 13th Floor – Bist du was du denkst? (1999)
- Matrix (1999)
- The 6th Day (2000)
- Avatar – Aufbruch nach Pandora (2009)
- Inception (2010)
- Transcendence (2014)
- Chappie (2015)
- Source Code (2011)
- Self/less (2015)
- Upload (2021)
- Mickey 17 (2025)

### Serien
- Upload (2020)
- Black Mirror – San Junipero (2016)
- Altered Carbon – Das Unsterblichkeitsprogramm (2018)
- im Fremden Körper (2017)
- Travelers (2016)
- sense8 (2015)
- The 100 (Staffel 6 & 7, 2019/2020)
- Marvel’s Agents of S.H.I.E.L.D (Staffel 4)
- Cassandra (2025)

### Comics
- Marvel Comics
- RoboCop Versus The Terminator

### Videospiele
- Flashback
- Mega Man X
- Halo 4
- Mass Effect 3
- Soma
- Assassin’s Creed
- State of Mind
- Cyberpunk 2077
- Superhot